# فرصة تانية (مسلسل)
فرصة تانية مسلسل مصري، من بطولة ياسمين صبري ومن إخراج مرقس عادل.

## قصة المسلسل
تدور أحداث المسلسل حول ملك التي تكتشف خيانة خطيبها زياد فتقرر تركه، ليحاول زياد عودة العلاقة بينهما مجددا إلا أن ملك ترفض، فيتزوج زياد من ريهام التي تطارده وتخبره بأنها تحبه بشدة.
وفي يوم حفل زفاف زياد من ريهام تفقد ملك الذاكرة بسبب حادث طريق، ويتم نقلها للمستشفى فيترك زياد حفل الزفاف ويذهب للمستشفى ولكن والد ملك يطرده ويطلب منه الخروج من حياة ابنته.
ويطلق زياد زوجته ريهام التي تحاول الانتحار لحبها الشديد له، ويذهب لملك ليكتشف أنها فقدت الذاكرة، فيتعرف إليها من جديد، ويعترف لها بحبه، وتخبره هي أيضا أنها تبادله نفس المشاعر وتتوالى الأحداث.

## طاقم العمل
- ياسمين صبري: ملك
- أحمد مجدي: زياد
- أيتن عامر: ريهام
- هبة مجدي: مريم
- دياب (ممثل): مدحت
- إدوارد (ممثل): سامح
- محمود البزاوي: سالم - والد زياد
- محمد أبو داوود: عبد الرحمن - والد ملك
- نهال عنبر: روحية - والدة ملك
- أشرف زكي: رشدي - والد ريهام
- صبري عبد المنعم: عبد الفتاح - والد مدحت
- أحمد الشامي: كمال
- عمر الشناوي : كريم
- هبة عبد الغني: صافي
- سارة الشامي: شيرين
- أحمد النجار : مصطفى
- هدى الإتربي: داليا
- عصام السقا: خالد
- مرقس عادل : عادل
- شادي جمال هاشم : حسين سالم
- محمد جمعة (ممثل): رفعت
- إبتهال الصريطي: رنا
- كريم سرور: المحامي
- كريم عبد الخالق: أبو غدير
- شيري مجدي: ندى
- غفران محمد : امل
- ليال عبد الخالق : فاتن
- ماهر سليم : سليمان
- هانى العدوى : فرغلى
- جينا سليم : الطبيبة نهلة
- نانى سعد الدين : خادمة مريم
- ماريا إدوارد : مغنية في المطعم
- شادى جميل : وكيل النيابة
- حلا هانى : الطفلة زينة
- سيد مصطفى : تمرجى المستشفى